# Next Time

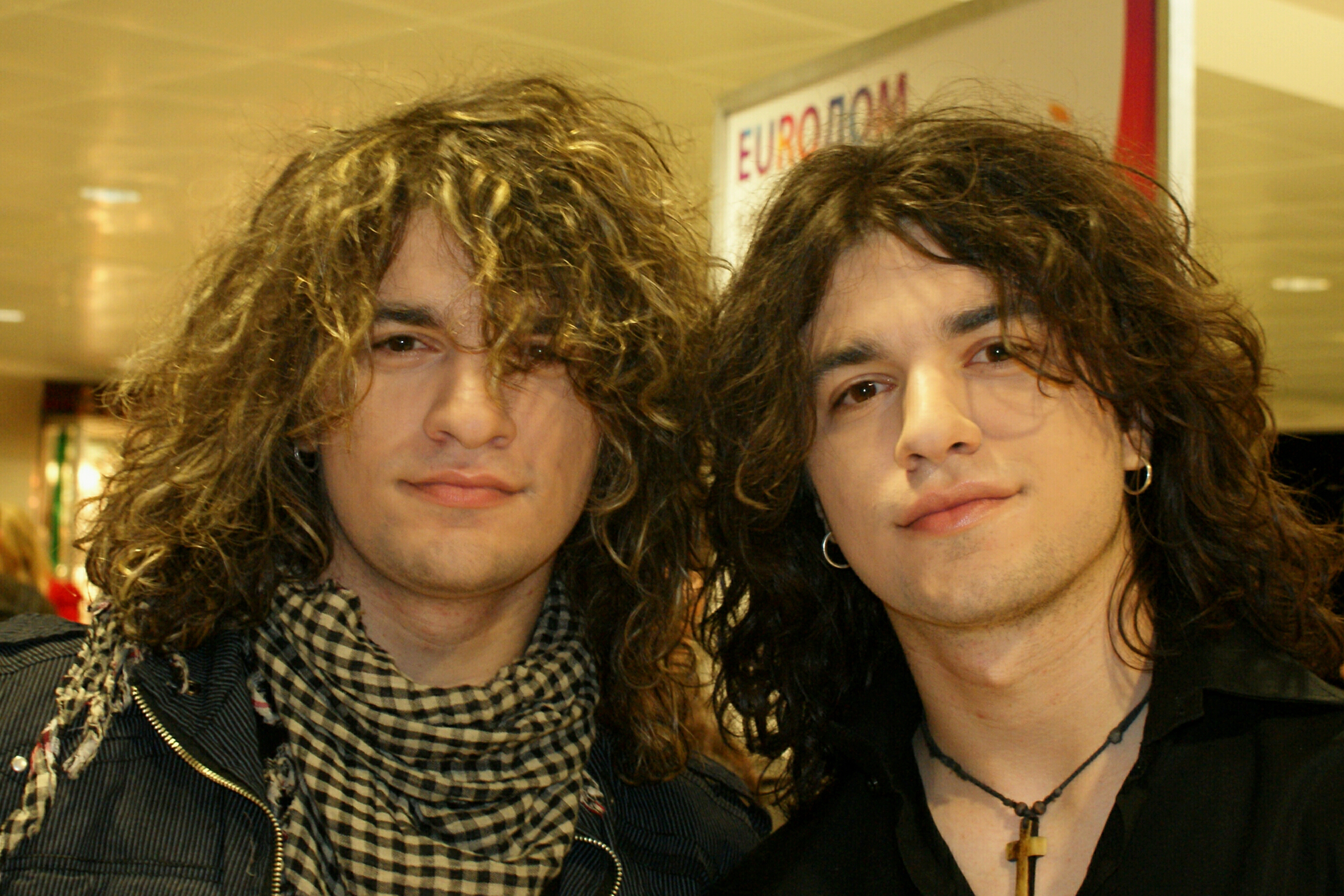
Стефан (ліворуч) і Мартин Філіповські

Next Time — македонський рок-гурт з міста Скоп'є, Північна Македонія.
Дует складається з двох братів-близнюків, Мартина та Стефана Філіповскі. Стефан у гурті вокаліст, а Мартин грає на гітарі та виконує бек-вокал. Дует став відомим під назвою «Next Time» на початку 2008 року; раніше вони брали участь у гаражних гуртах і дитячих фестивалях. З моменту релізу їх першого альбому під назвою «Next Time» пройшло лише 8 місяців. Але вони здобули велику популярність і зараз є важливою складовою македонської музичної сцени.
«Next Time» були створені на початку 2008 року, після того як підписали контракт з Plan B Production. Їх відкрив композитор та автор пісень Jован Jованов, македонський дует випустив свій перший сингл «Не верувам во тебе» («Я тобі не вірю») у травні 2008 года. «Не верувам во тебе» відразу захопив вершини декількох хіт-парадів Македонії та швидко став хітом, який возніс «Next Time» на вершину македонської сцени. Також гурт випустив своє перше відео на цю пісню.
Незабаром «Next Time» з'явилися на першому музикальному фестивалі «Zvezdena Noc» («Зоряна ніч») у липні 2008 року. На «Zvezdena Noc» дует виграв у номінації «Літній хіт року» за свою другу пісню «Ме мислиш ли?» («Чи думаєш ти про мене?»). Два місяці потому на Охридфест, «Next Time» отримали нагороду «Найкращий новий артист» с третім синглом «Ме остави сам да живеам» («Мене залишила жити одного»). Тим не менш, найбільший успіх прийшов до «Next Time» у жовтні, коли вони виграли у другому півфіналі Макфест — самого відомого македонського музикального фестивалю. Зі своїм четвертим синглом «Без тебе тивко умирам» («Без тебе тихо помираю»), вони зайняли друге місце в фіналі фестивалю.
16 грудня 2008 року «Next Time» випустили свій дебютний альбом, який також мав назву «Next Time». До альбому увійшло 13 пісень, та 2 бонуси на іноземних мовах. Одним з бонусів стала пісня англійською мовою із назвою «Why Did You Go?» («Чому ти пішла?»). Другий бонус це кавер італійської поп-опери пісня «Caruso».
Чотири відео та чотири пісні були розповсюджені у ЗМІ коли вийшов альбом. «Next Time» постійно з'являються на телебаченні і різних шоу, а також беруть активну участь у різних гуманітарних аціях.
На конкурс Євробачення 2009 вони представляли Республіку Македонію з піснею «Нешто што ке остане» («Дещо що залишиться»).
Посівши у півфіналі 10 місце вони все одно не потрапили до фіналу (згідно з правилами десятий фіналіст обирається членами журі, і вони обрали іншу країну).

## Дискографія

### Альбоми
- Next Time (2008)

### Сингли
- «Ne Veruvam Vo Tebe»
- «Me Mislish Li?»
- «Me Ostavi Sam Da Zhiveam»
- «Bez Tebe Tivko Umiram»
- «Nešto što ke ostane»
- «The Sweetest Thing That Will Remain»